# Alanna Ubach
Alanna Ubach, född 3 oktober 1975 i Downey, Kalifornien, är en amerikansk skådespelare.
Ubach har bland annat medverkat i TV-serierna Monster på jobbet och Crossing Swords. Hon har även medverkat i filmen Coco från 2017.

## Filmografi (i urval)
- 1993 – En värsting till syster 2
- 2002–2004 – Ozzy & Drix (TV-serie)
- 2003 – Legally Blonde 2
- 2004–2006 – Brandy & herr Morris (TV-serie)
- 2005 – Familjen är värre
- 2011 – Rango
- 2017 – Coco
- 2019–2022 – Euphoria (TV-serie)
- 2020–2021 – Crossing Swords (TV-serie)
- 2021 – Monster på jobbet (TV-serie)
- 2024 – Ted (TV-serie)